# Харибда (лек крайцер, 1940)
Харибда (на английски: HMS Charybdis (88), от на английски: Charybdis – Харибда) е лек крайцер на Британския Кралски флот, от времето на Втората световна война. Един от 11 крайцера на типа „Дидо“.
Поръчан е по военната програмата от 1938 г., на 28 август 1938 г., и е заложен в корабостроителницата Cammell Laird в Биркенхед на 9 ноември 1939 г. Крайцерът е спуснат на вода на 17 септември 1940 г., ставайки петият кораб носещ това име в британския флот. Завършването на неговото строителства е задържано във връзка със строителството на ескортни кораби, които са поставени на първо място по приоритет, а също и от замяната на 133-мм оръдия със сдвоените 114-мм QF Mark III. Влиза в строй на 3 декември 1941 г.

## История на службата
На 3 ноември 1941 г. постройката на крайцера е завършена и започват приемните изпитания, които завършват на 15 ноември същата година. На 16 ноември „Харибдис“ пристига в Клайд. На 3 декември крайцерът е въведен в строй и започва тренировки до влизането си в състава на Home Fleet.
На 15 декември крайцерът съпровожда корабите на 1-ва минно-заградителна ескадра по време на поставянето на минни заграждения на северния бараж (операция SN81).
През януари 1942 г. крайцерът завършва бойната си подготовка и влиза в състава на Home Fleet.
На 30 март крайцерът съпровожда корабите на 1-ва минно-заградителна ескадра по време на поставянето на заграждения на северния бараж (операция SN87).

### В състава на Съединение „H“
През април крайцерът е определен за служба в състава на Съединение „H“, базиращо се в Гибралтар. На 13 април съпровожда американския самолетоносач Wasp (USS Wasp (CV-7)) с линейния крайцер HMS Renown и крайцера HMS Cairo по време на прехода към Гибралтар. На 19 април образува Съединение „W“ заедно с HMS Renown и HMS Cairo за съпровождане на USS Wasp (CV-7), който доставя самолети на Малта, в съпровождението на разрушителите HMS Inglefield, HMS Ithuriel, HMS Echo, HMS Partridge и разрушителите на ВМС на САЩ Lang и Madison (операция Calendar). На 20 април, със завършване на операцията, съпровожда USS Wasp (CV-7) в прехода му от Гибралтар към Атлантика. На 23 април се връща в Гибралтар.
На 6 май „Харибдис“, заедно с HMS Renown, разрушителите HMS Echo, HMS Eclipse и HMS Intrepid, съставя Force W. На 7 май то, в Атлантика, взема под опеката си USS Wasp (CV-7), плаващ от Великобритания с поредната партия „Спитфайъри“ за Малта. От 8 май прикрива американския самолетоносач в доставката му на самолети за Малта (операция Bowery). С края на операцията, „Харибдис“, на 10 май, се връща в Гибралтар.
На 17 май крайцерът съпровожда самолетоносачите HMS Eagle и HMS Argus за доставката на самолети в Малта, прикриваи от разрушителите HMS Partridge, HMS Ithuriel, HMS Antelope, HMS Wishart, HMS Westcott, HMS Wrestler и HMS Vidette (операция LB). След края на операцията, корабите, на 20 май, се връщат в Малта.
На 2 юни, заедно с разрушителите HMS Westcott, HMS Wishart, HMS Ithuriel, HMS Antelope и HMS Partridge, съпровожда самолетоносача HMS Eagle, в хода на поредната доставка на самолети в Малта (операция Style).
На 8 юни в поредната доставка за Малта. Съпровожда HMS Eagle с крайцера HMS Cairo и разрушителите HMS Partridge, HMS Ithuriel, HMS Antelope, HMS Wishart, HMS Wrestler и HMS Westcott (операция Salient).
На 11 юни съставя Force W с линейния кораб HMS Malaya, самолетоносачите HMS Eagle, HMS Argus, крайцерите HMS Kenya и HMS Liverpool, разрушителите HMS Onslow, HMS Icarus, HMS Escapade, HMS Westcott, HMS Wishart, HMS Wrestler, HMS Vidette и HMS Antelope, за подсигуряване на конвоя през Сицилийския пролив към Малта (Операция „Харпун“). На 17 юни крайцерът се връща в Гибралтар.
На 11 юли съпровожда HMS Eagle с HMS Cairo и разрушителите HMS Westcott, HMS Wrestler, HMS Antelope, HMS Vansittart и HMS Ithuriel, за поредната доставка на самолети за Малта (операция Pin Point).
На 20 юли е повторната доставка на самолети за Малта със същите кораби (операция Insect).
На 5 август се обединява със самолетоносачите HMS Victorious, HMS Indomitable, HMS Eagle и HMS Argus, крайцерите HMS Phoebe и HMS Sirius в Атлантика за учения по насочване на изтребителите и съвместни операции на няколко самолетоносача 'Cross-Deck' (ученията Berserk).
На 9 август става част от Съединения Z, западно от Гибралтар, с линкорите HMS Nelson, HMS Rodney, самолетоносачите HMS Victorious, HMS Indomitable, HMS Eagle, крайцерите HMS Sirius и HMS Phoebe и 12 разрушителя за подсигуряване на преминаването на снабдителния конвой WS-21S през сицилийските теснини (Операция „Пиедестал“). На 12 август плава с HMS Indomitable, за да осигури зенитната защита повредения кораб. Изваден от Force Z след настъпването на тъмнината, за да замени повредения крайцер HMS Manchester във Force X при преминаването на сицилийските проливи. На 14 август се съединява с Force Z, намиращо се под вражески авиационни атаки. На 15 август пристига в Гибралтар.
През септември „Харибдис“ действа от Гибралтар. Той патрулира между Азорските острови и нос Финистере за прехващане на вражеските съдове, опитващи се да достигнат френските портове от Далечния изток. През октомври продължава дежурството в Атлантическия патрул, включая дозареждане на Азорските острови.
На 28 октомври съпровожда самолетоносача HMS Furious с крайцера HMS Aurora разрушителите HMS Westcott, HMS Wishart, HMS Achates, HMS Vanoc, HMS Verity, полския разрушител Błyskawica, ескортните миноносци HMS Cowdray и HMS Bramham за заключителната доставка на самолети в Малта (операция Train).

### Десанти в Северна Африка
В началото на ноември крайцерът е определен за поддръжка на съюзническите десанти в Северна Африка (Операция „Факел“). На 6 ноември влиза в състава на съпровождението на конвоя KMF-1 със самолетоносача HMS Argus, ескортния самолетоносач HMS Avenger, крайцерите HMS Scylla и HMS Sheffield на финалния етап от прехода за Гибралтар. Конвоят е част от източната оперативна група, която осъществява десант в Алжир. На 10 ноември съпровожда военен конвой за десантите в Бужи и Боне с крайцера HMS Scylla. Периодично е атакуван по въздуха и поддържа войските с артилерийски огън. На 13 ноември, с ескортния самолетоносач HMS Avenger, съпровожда войскови транспорти по време на преминаването им през Гибралтар.
На 25 ноември превозва британски и американски военнослужещи до Алжир. На 27 ноември е задействан с крайцерите HMS Aurora, HMS Argonaut, HMS Scylla и HMS Sirius за прихващане на френските военни кораби, приближаващи към крайбрежието на Северна Африка. На 30 ноември пристига в Мерс ел-Кебир.
През декември крайцерът действа с корабите от съединение „H“ в ученията в Западното Средиземноморие.

### В Метрополията и Атлантика
На 11 декември крайцерът е изпратен за започване на ремонт във Великобритания и на 12 декември отплава за Бароу. По време на този преход на борда му има 3 немски военнопленника. На 15 декември влиза за ремонт, който продължава до средата на февруари 1943 г. На 20 февруари той преминава в Ливърпул за обикновено докуване. На 7 март се присъединява към Home Fleet в Скапа Флоу за последваща служба. Намира се в базата по време на визитата на крал Джордж VI във флота.
На 21 март „Харибдис“ осигурява прикритието на корабите на 1-ва минно-заградителна ескадра в хода на миниране в северния бараж (операция SN90A).
На 28 март е преведен в състава на Плимътското командване за действия на югозападните подходи и преминава в Плимът. Изпратен е на издирвателна операция в района на Фарьорските островов. На 4 април пристига в Плимът.
На 7 април осъществява безуспешно патрулиране в прихващане на вражески блокадопробивачи в Бискайския залив.
На 19 април съпровожда военен конвой за Гибралтар. На 25 април отплава обратно за Плимът.
На 5 май с крайцера HMS Uganda съпровожда лайнера Queen Mary, возещ премиер министъра за САЩ. На 8 май се отделя от ескорта, сменен от два разрушителя на САЩ.
От 12 май действа в патрула за прихващане в Бискайския залив и подсигурява прикритието на конвоите от Великобритания към Гибралтар в хода на подготовката за десанта на съюзнициите в Сицилия (операция Husky). Задействан е в тези патрули през целия юни.
На 22 юли „Харибдис“ се присъединява към войсковите конвои WS-32 (на за Близкия изток и Бомбай) и KMF-20 (за Гибралтар и Алжир) при югозападните подходи, за да им осигурява прикритие по време на прехода през Бискайския залив. Това е в случай на атаки немски разрушители от френските им бази. На 25 юли се отделя от конвоя, когато той е разделен на отделни части за Фрийтаун (WS-22) и Гибралтар (KMF-20). След това продължава службата си в Бискайския залив.
На 11 август е преведен в Гибралтар, за да изпълнява отбраната на конвоите през Атлантика и Западното Средиземноморие. Отплава от Плимът за защита на конвой в Бискайския залив по време на прехода му към Гибралтар. В този рейс, на борда му, като пътник, присътства актьорът Ноъл Кауърд (Noel Coward).
На 22 август се присъединява към военните конвои WS-33 (за Близкия изток и Бомбай) и KMF-22 (за Гибралтар и Алжир), по време на прехода им за Гибралтар, за осигуряване на прикритието им при пресичането на Бискайския залив. На 23 август оставя обединения конвой, който се разделя с пристигането си в Гибралтар, и продължава патрулирането си в Бискайския залив. На 31 август пристига в Гибралтар за влизане в състава на флота там.

### Десантът в Сицилия
През септември е преведен в Бизерта, за подсигуряване на войсковите операции. На 10 септември се присъединява към Източните сили за поддръжка (TF88) с крайцерите HMS Euryalus и HMS Scylla, за защита на ескортните самолетоносачи HMS Unicorn,HMS Hunter, HMS Battler, HMS Attacker и HMS Striker от въздушни атаки по време да десанта на съюзниците в Салерно (операция Avalanche). На 11 септември се отделя, прави преход до Палермо, където взема на борда си генерал Айзенхауер за извършване на визита в Салерно. На 12 септември отплава от плацдарма на десанта към Бизерта. На 13 септември е изпратен към Триполи, за да вземе войници и военни припаси. На 14 септември се присъединява към HMS Euryalus и HMS Scylla в Триполи за операциите по доставката. Пристигат в Салерно. На 15 септември стоварва войниците и припасите на плацдарма. На 18 септември „Харибдис“ е освободен от провеждането на операция Avalanche и възобновява патрулирането и съпровождането на конвоите през Бискайския залив.
През октомври крайцерът отново е преведен към Плимътското командване. На 11 октомври той се присъединява към ескорта на конвой от Гибралтар за югозападните подходи. На 12 октомври се отделя от конвоя и извършва преход за Плимът.

### Гибел
На 20 октомври крайцерът е назначен за провеждане на операция по прехващането на немския блокадопробивач Munsterland в Бискайския залив (операция от серията Tunnel), който според данните на разузнаването, извършва преход в този район. Вечерта на 22 октомври 1943 г. „Харибдис“ отплава от Плимът с разрушителите HMS Grenville, HMS Rocket и ескортните миноносци от типа „Хънт“: HMS Limbourne, HMS Talybont, HMS Stevenstone и HMS Wensleydale за прехващането на Munsterland, който, като се очаква, ще плава от Бреста към Шербур. Тези кораби са от няколко различни типа, с различни характеристики, те не са преминавали заедно тактическа подготовка и „Хънтовете“, още повече, са по-бавни и без торпедно въоръжение. Обикновено те се използват като ескорт за конвоите. За това ескадрата не е както трябва организирана и добре обучена ударна сила.
Munsterland напуска Брест през деня на 22 октомври в съпровождан от осем неголеми ескортни съда, и пет немски миноносеца, които се присъединяват в качеството на външен ескорт през същата вечер северно от конвоя.
Скоро след настъпване на тъмнината „Харибдис“ се намира на седем мили от северното крайбрежие на Бретан и се движи на запад със скорост 13 възела. Както става известно впоследствие, немски брегови радар ги открива в 0:30 и подава сигнал за тревога. „Хънтовете“ прехващат немското съобщение по радиото и предават за това на „Харибдис“, който, както изглежда, не оценява неговото значение.
В 1:30 „Харибдис“ установява радиолокационен контакт на разстояние 14 000 ярда. Той увеличава скоростта, но не предупреждава разрушителите за контакта. Петнадесет минути по-късно „Харибдис“ изстрелва осветителен снаряд, но вече е забелязан от немските миноносци. Те се разгръщат бързо и изстрелват торпеда – крайцерът получава две торпеда от миноносеца Т-23 и потъва в точката с координати 48°59′ с. ш. 3°39′ з. д. / 48.983333° с. ш. 3.65° з. д. в течение на 30 минути. Загиват 426 души от състава на екипажа и само 107 са спасени. Миноносецът HMS Limbourne също е потопен. Бързият успех на противника предизвиква известно объркване сред британските кораби, които не предприемат ответни действия. Немците следят спасителните операции, но, за щастие, не се намесват повече. Тяхната намеса щеще да дпведе до още повече загуби. Munsterland и неговия ескорт продължават безпрепятствено своя път.
Командващия Плимътското командване, адмирал сър Ралф Литъм (Ralph Leatham), признава, че немците напълно надиграват неговите сили и ги сварват неподготвени. Това е свързано с липсата на възможност да се оттренират действията на корабите в нощни боеве с помощта на радиолокационен контрол.

## Коментари
1. ↑  Всички данни са към момента на влизане в строй.